# Harald Schmahl
Harald Schmahl (* 30. Juni 1912 in Elberfeld; † 9. August 1964 in Wuppertal) war ein deutscher Bildhauer.

## Leben

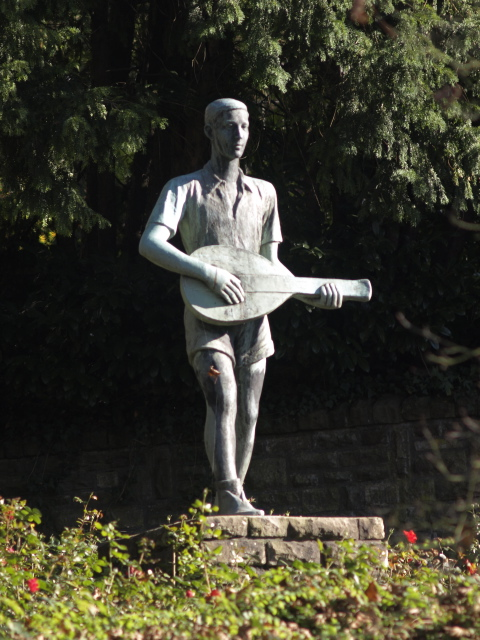
Wanderer mit Laute von 1954

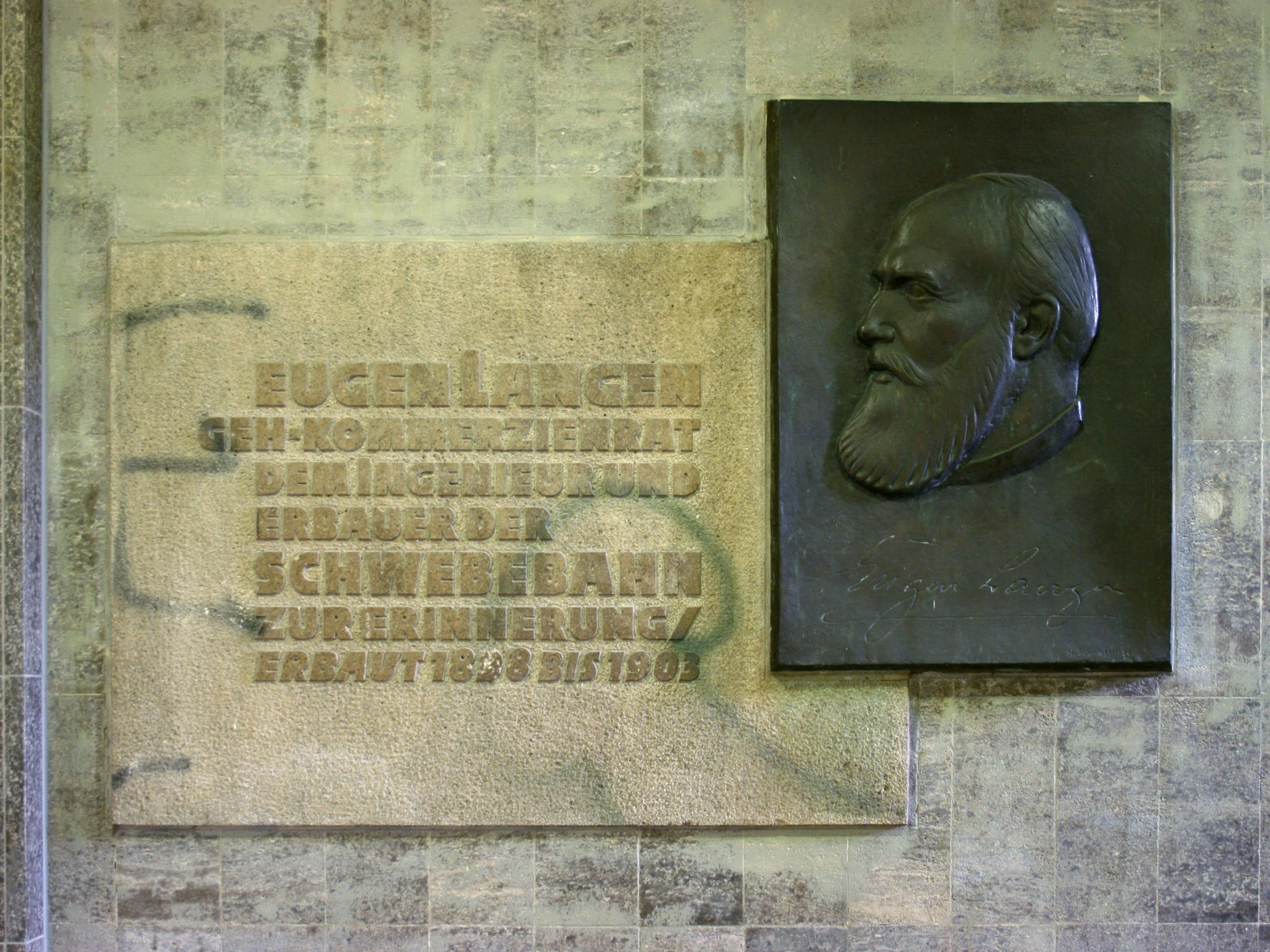
Gedenktafel für Eugen Langen, Erbauer der Wuppertaler Schwebebahn von 1956

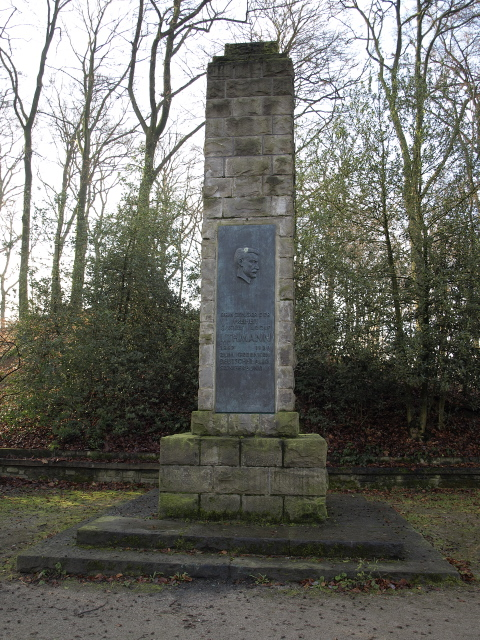
Uthmann-Denkmal von 1957, im Nordpark Wuppertal-Barmen

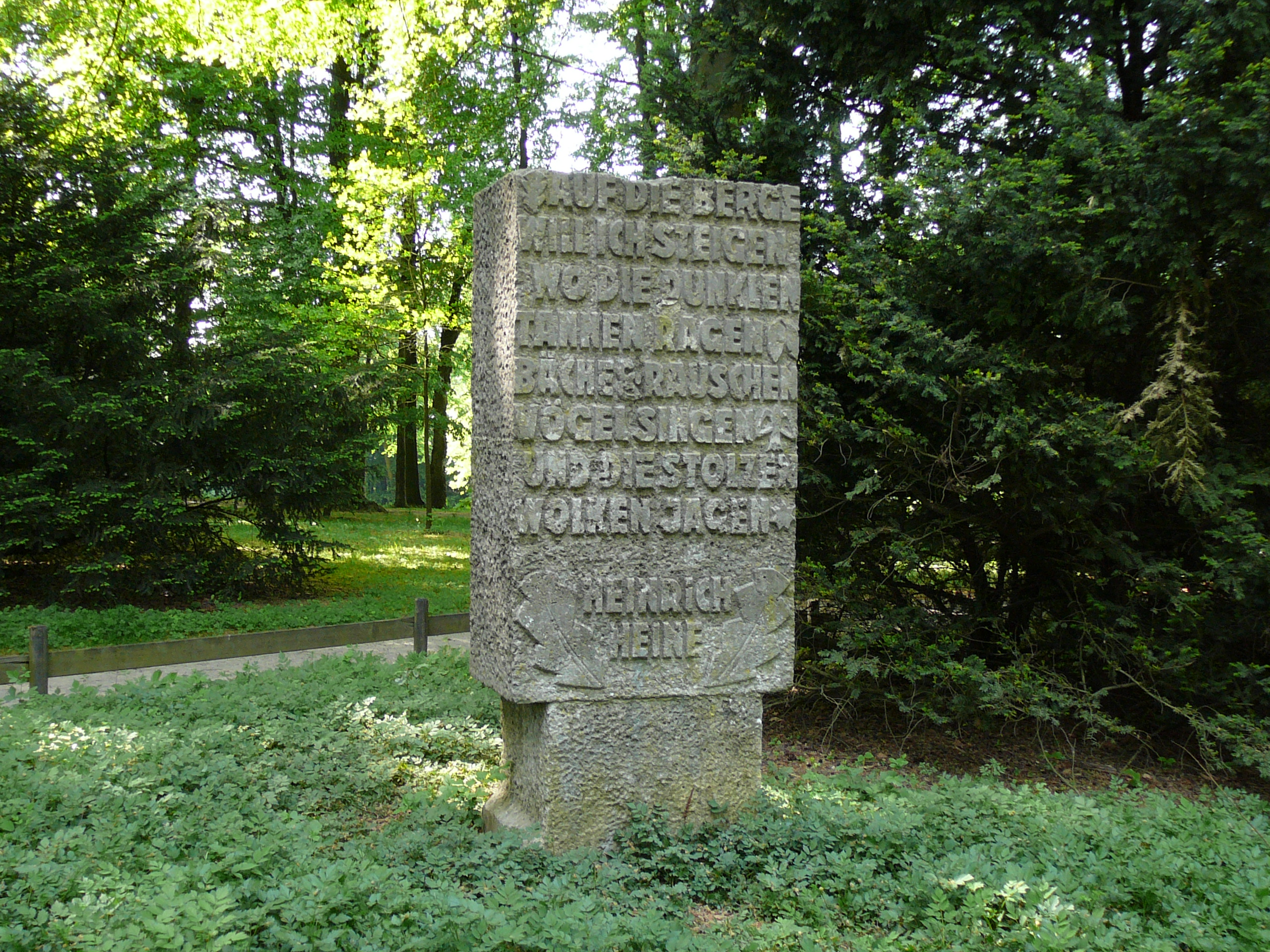
Heinrich-Heine-Denkmal im Von-der-Heydt-Park von 1958

Harald Schmahl erhielt die handwerkliche Ausbildung in der Werkstatt seines Vaters Ewald Schmahl. Er studierte von 1929 bis 1931 an der Kunstgewerbeschule Elberfeld bei Erich Cleff, von 1931 bis 1935 auch an der Kunstakademie Düsseldorf bei Alexander Zschokke. Schmahl erweiterte seinen Horizont durch Studienreisen nach Spanien, Frankreich und Italien.
In den 1960er Jahren engagierte sich Schmahl mit Kursen und Seminaren für den Künstlernachwuchs im Haus der Jugend im Wuppertaler Stadtteil Barmen. Schmahl war Mitglied der Bergischen Kunstgenossenschaft; als Mitglied des Rings bildender Künstler Wuppertal war er in zahlreichen Ausstellungen im Bergischen Land vertreten.
Am 9. August 1964 erlag er in Wuppertal im Alter von 52 Jahren einem Herzinfarkt.

## Werk
Die Bandbreite von Schmahls Arbeiten erstreckt sich von Brunnen über Denkmäler und Gedenktafeln bis hin zu Figuren- und Porträtplastiken. Nach dem Zweiten Weltkrieg fertigte er zahlreiche Porträtbüsten, die unter anderem den Oberbürgermeister Wuppertals Robert Daum, den Nobelpreisträger Gerhard Domagk, sowie Direktor Ludewig, die Doktoren Schröder und Vaverowski und den Wülfrather Rektor Julius Imig zeigen.
Insgesamt zehn Werke von Harald Schmahl sind im Besitz des Wuppertaler Von der Heydt-Museums, darunter neben der Frauenmaske und dem Frauenkopf vor allem Porträtplastiken mit Bezug zu Wuppertal. Sie zeigen beispielsweise den Sänger Ernst Walter (1880–1964), den Maler Georg Röder (1867–1958), den Boxer Herbert Runge, oder den Ballonfahrer Hugo Kaulen. Der Schriftsteller Karl Otto Mühl wurde von Schmahl porträtiert, als er elf Jahre alt war. Auch der Fußballer Horst Szymaniak wurde von Schmahl porträtiert. Schmahls letztes Werk entstand 1964 und zeigt den Künstler Franz Krause.
Einige Arbeiten Schmahls sind im öffentlichen Raum zu besichtigen, so die 1939 zusammen mit Richard Striebeck gefertigten vier von acht Steinreliefs an den Eingängen zu Bauten der Colmar-Kaserne in Wuppertal. 1951 entstanden zwei steinerne Reliefs für das Treppenhaus des Gewerkschaftshauses in Wuppertal-Unterbarmen zu den Themen „Zerstörung“ und „Aufbau“, etwa ein Jahr später eine Gedenktafel für die Gefallenen der Belegschaft der Firma Vonzumhoff in Wuppertal-Elberfeld. Am 31. Juli 1954 wurde seine 1,84 m hohe Bronzestatue „Wanderer mit Laute“ oberhalb des Kreisverkehres am Sandhof enthüllt. Anlass der Auftragsarbeit war das 25-jährige Jubiläum der Stadt Wuppertal. Die von Schmahl 1956 gefertigte Gedenktafel für den Erbauer der Wuppertaler Schwebebahn, Eugen Langen, hängt in der Schwebebahnstation Hauptbahnhof am Döppersberg. Am Kriegerdenkmal Cronenberg wurde 1956 „Den Toten des Weltkriegs 1939–1945“ zu Ehren eine von Harald Schmahl erschaffene, ergänzende Tafel angebracht. Die bereits 1933 von den Nationalsozialisten zerstörte Gedenktafel für Gustav Adolf Uthmann im Nordpark in Wuppertal wurde am 27. Oktober 1957 durch eine von Schmahl gefertigte und vom Deutschen Arbeiter-Sängerbund gestiftete neue Bronzetafel eingeweiht. Aus Schmahls Werkstatt stammt ebenfalls das im Wuppertaler Von-der-Heydt-Park 1958 aufgestellte Heinrich-Heine-Denkmal. Der Bildhauer nutzte dazu drei Muschelquader aus den Trümmern des im Zweiten Weltkrieg stark beschädigten Rathauses Barmen. Das etwa 2,50 m hohe und 1,20 m breite Kriegerdenkmal für die im Zweiten Weltkrieg gefallenen Kameraden des Beyeröhder Turnvereins 1893 e. V. fertigte Schmahl 1961 aus rotem Sandstein. Schmahl restaurierte 1962 das ursprünglich von Emil Cauer dem Jüngeren 1912 geschaffene Hans Georg von Arnim-Denkmal auf dem Görlitzer Platz an der Liegnitzer Straße in Wuppertal.
Schmahls 1,30 m hohe Bronzetafel Kriegerdenkmal der Firma C. Blumhardt Fahrzeugwerke (1950, seit 1986 verschollen), das Reliefbildnis Gedenktafel des Reichskolonialbundes zur Erinnerung an die verlorenen Kolonien  (1934, durch Luftangriffe auf Wuppertal 1943 zerstört) sowie der Brunnen mit Frosch aus Stein im Hof der Schule an der Geranienstraße in Wuppertal-Ronsdorf (1952/1953, nach Schulhofasphaltierung 1974/75 entfernt) und der Brunnen mit Eisbär aus Stein im Hof der Schule Cronenberger Straße in Hahnerberg (1952/1953, 1962 wegen Schulerweiterung entfernt) bestehen nicht mehr.

## Auszeichnungen
- 1955: Dr.-Ludwig-Lindner-Preis[1]

## Bewertung
Weggefährten bezeichneten Schmahl als „schmächtigen Mann mit großen, brennenden Augen – als einen ewigen Schönheitssucher, der aufgeschlossen und tolerant war, aber auch sensibel reagieren konnte, wenn es um seine Arbeit ging“.